# 4413-as mellékút (Magyarország)
A 4413-as számú mellékút egy bő 15 kilométer hosszúságú, négy számjegyű országos közút Csongrád-Csanád vármegyében; Algyőhöz és Szegedhez tartozó külterületeket köt össze, mindkét település központjától távol, azokhoz képest a Tisza túlsó, bal (keleti) partján.

## Nyomvonala
Algyő közigazgatási területén ágazik ki a 47-es főútból, annak 210,600-as kilométerszelvényénél, nem messze az algyői közúti Tisza-híd bal parti, északi hídfőjétől. Kelet felé indul, a Tisza árvízvédelmi töltésén húzódva, s ahogy a töltés követi a folyó kanyarulatát, úgy fordul egyre délebbi irányba. 2,5 kilométer után már szinte pontosan déli irányban halad, ám ott elkanyarodik a töltés nyomvonalától és újra keletnek, majd délkeletnek fordul.
Az 5,350-es kilométerszelvénye után kiágazik belőle egy számozatlan, alsóbbrendű mellékút délnyugati irányban, a Nagyfai Országos Büntetés-végrehajtási Intézet központi objektumai felé. Ugyanott egészen megközelíti Algyő és Hódmezővásárhely határvonalát, és bő egy kilométeren át a közvetlen közelében halad, de azt nem lépi át. 6,4 kilométer után már újból teljesen algyői külterületek között húzódik, több kisebb-nagyobb irányváltással, egy rövid szakaszon egészen megközelíti a Nagyfai-Holt-Tiszát is, de pár száz méter után eltávolodik attól.
8,2 kilométer után – ott ismét délkeleti irányban haladva – egy elágazáshoz ér, ott a 4454-es út torkollik bele északkelet felől, Hódmezővásárhely irányából. A 10. kilométere táján délnek, újabb egy kilométer után pedig délnyugatnak fordul, így keresztezi – 11,8 kilométer megtétele után – az M43-as autópályát is, annak 19,200-as kilométerszelvényénél. Az itt nyugat-keleti irányban húzódó sztrádával csomópontja is van, az átkötő utak a 43 518-as, 43 519-es, 43 521-es és 43 522-es számozást viselik.
12,4 kilométer után újabb elágazása következik, itt a 44 123-as számú mellékút ágazik ki belőle északnyugati irányban, Algyő Rákóczitelep nevű külterületi községrésze felé. Kevéssel ezután az út délnek fordul, így keresztezi Szeged határát a 13,250-es kilométerszelvénye közelében. Így is ér véget, beletorkollva a 4412-es útba, nem sokkal annak 15,300-as kilométerszelvénye után.
Teljes hossza, az országos közutak térképes nyilvántartását szolgáló kira.gov.hu adatbázisa szerint 15,387 kilométer.

## Története
A 4413-as mellékút feltehetően valamelyik világháború idején épült, lófogatok, lovaskocsik számára. Akkoriban a gépjármű forgalom csekély volt, ezért az útnak szinte nincsen alapja, a rajta levő aszfalt minősége rossz.
Az algyői közúti híd előtt épült az út, tehát az útnak el kellett érnie a vasúti hidat is.
A közúti híd előtt a vasúti hídon közlekedtek a gépjárművek is.
Algyőnél volt egy komp közlekedés is, hasonlóan a tápéihoz. A komp Algyő belterülete és a mostani 4413 út töltés szakasza közt közlekedett. A mai napig található a Tisza mindkettő oldalán egy-egy lejárat az ártérben.
A 4454-es jelű össze kötő út sokáig nem létezett, a 70-es években épült, utólag.
Az Algyői kőzúti híd és a 4454-es összekötő út megépülése után hosszú évtizedekig nem történt változás az útvonalon.
2009-ben elkezdték építeni az M43-as autópálya Szeged-Makó közti szakaszát, az autópálya keresztezi a 4413-a utat, ami össze is lett kötve az autópályával egy felhajtó segítségével. 2011-ben adták át az autópálya ezen szakaszát, azóta Nagyfa Szeged felől egy másik irányból is megközelíthetővé vált.
2015-ben az út felújításra került a 4454-es útig, Nagyfa felé közel egy évtizedig nem történt továbbra sem semmi az úttal.
2024. augusztus 26-án elkezdték az út teljes újjáépítését az M43-as autópálya és Nagyfa között, az építés alatt teljes útzár van érvényben a mellékút azon szakaszán.
Ennek a beruházásnak 2 oka van:
A nagyfai börtön jól megközelíthetővé válik.
Az Algyői hidat fel fogják újítani, ezért előfordulhat, hogy a jövőben a 47-es főút teljes útzár alá kerül, Szeged és Hódmezővásárhely között ez a 2. legrövidebb út az M43-as autópálya és a 4414-es maroslelei út egy részét is belevonva.